# بوریسوفکا (شهرستان آئورگازینسکی، باشقیرستان)
بوریسوفکا (به لاتین: Borisovka) یک منطقهٔ مسکونی در روسیه است که در باشقیرستان واقع شده‌است.